# Gilles Paquin
 (février 2012).
Gilles Paquin est un journaliste québécois à la retraite du journal La Presse, ayant travaillé pour Radio-Canada, Le Droit et Montréal-Matin.
Correspondant parlementaire de La Presse à Ottawa pendant 12 ans, ensuite chef du service international de ce quotidien, il était avant tout reporter à l’international et correspondant québécois à l'étranger. Il a été envoyé spécial en Amérique Centrale, au Mexique, au Brésil et dans la plupart des pays de l'Amérique latine, ainsi qu'au Moyen-Orient,en Irak et en Afghanistan.
Il est connu pour traiter d’informations sensibles et pour ses prises de position vigoureuses. On lui reconnaît de l’impartialité, du style et du professionnalisme dans le traitement de ces nouvelles. « Nos enquêtes internes auprès des lecteurs démontraient que les gens en voulaient de plus en plus. Nos lecteurs veulent être informés sur ce qui se passe à l’étranger, c’est normal, cela a un impact sur notre économie canadienne. » . Bénéficiant d’un large appui de ces confrères du métier, Gilles Paquin a marqué le journalisme québécois dans les années 1990.

## Polémiques
Très intéressé dans les affaires politiques locales et internationales, Paquin a aussi fait parler de lui en 1970,lorsqu'il a été arrêté comme quelque 500 Québécois détenus  pendant des semaines, voire des mois, durant la Crise d'octobre.
Ils ont été arrêtés et détenus sans mandat lors de la proclamation de la Loi sur les mesures de guerre, puis libérés sans jamais avoir été accusé de quoi que ce soit. 
Il a écrit divers articles sur la révolution bolivarienne au Venezuela, ce qui lui a valu les foudres de nombreux anti-Chavez et des pressions de La contra vénézuélienne établie au Canada, ce qui a créé la mobilisation du corps journalistique à l'époque. 
Journaliste militant il fut très impliqué dans la valorisation de l’information internationale auprès des Québécois, en usant du principe de proximité afin de réduire la complexité intrinsèque à certains sujets. Selon lui : « Les enquêtes internes auprès des lecteurs démontraient que les gens en voulaient de plus en plus. Nos lecteurs veulent être informés sur ce qui se passe à l’étranger, c’est normal, cela a un impact sur notre économie et la politique canadienne. »
En 2003, après une entrevue avec Hugo Chávez, Gilles Paquin écrit plusieurs articles sur la réalité de la révolution bolivarienne au Venezuela. Ce qui lui a valu diverses lettres d'opposants à Hugo Chávez. Les mécontents lui reprochaient entre autres ses dires sur la grève générale au Venezuela, mais aussi d'avoir donné la parole à des pauvres de Puerto Cabello qui défendaient le palais présidentiel lors de la tentative de coup d'état.